# The Cost of Knowledge
The Cost of Knowledge (Il costo della conoscenza) è una petizione che protesta contro le pratiche commerciali dell'editore di riviste accademiche Elsevier. Fra le ragioni della protesta c'è la richiesta di prezzi inferiori per le riviste e la promozione dell'accesso aperto all'informazione. Di base, il progetto chiede ai ricercatori di firmare una dichiarazione in cui si impegnano a non supportare le riviste di Elsevier pubblicando, partecipando alla peer review o contribuendo al lavoro editoriale per queste.

## Storia
Prima dell'arrivo di Internet, era difficoltoso per gli studiosi distribuire gli articoli contenenti i risultati della loro ricerca.
Storicamente, gli editori hanno svolto servizi come la correzione di bozze, la composizione tipografica, la stampa e la distribuzione in tutto il mondo.
Al giorno d'oggi invece ai ricercatori è richiesto di consegnare agli editori copie digitali dei loro lavori che non richiedono ulteriore lavoro.
Per la distribuzione elettronica la stampa non è necessaria, la copia è gratuita e la diffusione in tutto il mondo avviene online e istantaneamente.
Le tecnologie di Internet hanno permesso ai quattro editori più importanti - Elsevier, Springer, Wiley e Informa - di ridurre drasticamente le loro spese e di ottenere un profitto lordo di oltre il 33%.

### CasoTopology
Nel 2006, i nove membri del comitato editoriale di Topology, rivista matematica dell'università di Oxford pubblicata da Elsevier, si dimisero perché convinti che le politiche editoriali di Elsevier avessero "un effetto significativo e deleterio sulla reputazione di Topology nella comunità matematica".
Questa visione è contestata da Elsevier, e un suo portavoce dichiarò che "considerato che Elsevier pubblica più di 1800 riviste, si tratta di un evento raro" e che la rivista "in realtà è disponibile a più persone oggi che mai prima d'ora".
Alcuni giornalisti hanno riconosciuto in questo evento uno dei precedenti della campagna The Cost of Knowledge.
Nel 2008 è stato avviato, indipendentemente da Elsevier, il Journal of Topology, e Topology ha smesso di essere pubblicato nel 2009.

### Cambio nello status quo
Il 21 gennaio 2012, il matematico Timothy Gowers ha scritto un post sul suo blog invitando i ricercatori a boicottare Elsevier.
Il post ha attratto una tale attenzione che altre fonti l'hanno commentato come l'inizio di un movimento.
Ha indicato tre motivi per il boicottaggio: gli alti prezzi per l'abbonamento alle singole riviste, il bundling degli abbonamenti a riviste di diverso valore e importanza, e il supporto di Elsevier al SOPA, al PROTECT IP Act e al Research Works Act.
Elsevier ha contestato queste affermazioni, sostenendo che i loro prezzi sono sotto la media di mercato, e affermando che il bundling è solo una delle differenti opzioni disponibili per acquistare l'accesso alle riviste.
L'azienda ha inoltre dichiarato che i suoi margini di profitto sono "semplicemente una conseguenza dell'efficienza".
Secondo alcuni oppositori di Elsevier, il 36% dei 3,2 miliardi di dollari di entrate di Elsevier sarebbero profitti.
Elsevier stessa dichiara di aver avuto nel 2010 un margine operativo  del 25,7 %.

### Impatto e reazioni
A febbraio 2012, gli analisti di Exane Paribas hanno rilevato una riduzione del valore delle azioni di Elsevier a seguito del boicottaggio.
Dennis Snower, presidente del Kiel Institute for the World Economy e professore di economia dell'Università di Kiel, in Germania, ha criticato il monopolio degli editori accademici ma allo stesso tempo ha dichiarato di non appoggiare il boicottaggio nonostante sia editor di una rivista open access di economia. Invece, ritiene che si debba incoraggiare una maggiore competizione fra le varie riviste.
Il senato dell'Università del Kansas ha dichiarato di considerare la possibilità di unirsi al boicottaggio di Elsevier.
Alludendo alle rivoluzioni della primavera araba, il quotidiano tedesco Frankfurter Allgemeine Zeitung ha chiamato il movimento "primavera accademica" (Akademischer Frühling).
Similmente il Guardian ha usato l'espressione "primavera accademica" in seguito all'impegno della britannica Wellcome Trust a favore dell'open science.
In seguito all'annuncio di Wellcome Trust, i giornali hanno cominciato a considerare la campagna The Cost of Knowledge come l'inizio di qualcosa di nuovo.

## Sito web
È stato creato un sito dal titolo "The Cost of Knowledge", invitando ricercatori ed accademici a non inviare articoli, non fare revisioni di articoli altrui e non partecipare ai comitati editoriali delle riviste di Elsevier.
Il primo febbraio 2012, dopo circa dieci giorni, la dichiarazione aveva già migliaia di firme.
Molte firme appartengono a ricercatori di matematica, informatica e biologia.

## Firmatari
L'8 febbraio 2012, 34 noti matematici che avevano firmato The Cost of Knowledge hanno rilasciato una dichiarazione d'intenti congiunta spiegando le ragioni per cui appoggiano la protesta.
Oltre a Tim Gowers, fra i firmatari ci sono Ingrid Daubechies, Juan J. Manfredi,
Terence Tao, Wendelin Werner,
Scott Aaronson, László Lovász e John Baez.
A giugno 2014, oltre 14.000 ricercatori hanno firmato la petizione.

## Reazione da parte di Elsevier
Il 27 febbraio 2012 Elsevier ha dichiarato sul suo sito web di aver ritirato l'appoggio al Research Works Act.
Nonostante non menzioni The Cost of Knowledge, la dichiarazione indica la speranza che questo aiuti a creare un clima meno surriscaldato e più produttivo nelle discussioni con chi finanzia la ricerca. Alcune ore dopo la dichiarazione di Elsevier i promotori della legge, Darrell Issa e Carolyn Maloney, hanno pubblicato una dichiarazione dicendo che non avrebbero supportato la proposta di legge al Congresso.
In precedenza Mike Taylor dell'Università di Bristol aveva accusato Darrell Issa e Carolyn Maloney di essere stati motivati da consistenti donazioni ricevute da Elsevier nel 2011.
Per quanto i partecipanti al boicottaggio abbiano festeggiato l'abbandono del supporto al Research Works Act, Elsevier ha negato che questo sia una conseguenza del boicottaggio e ha dichiarato che la decisione è stata presa in seguito alle richieste dei ricercatori che non hanno partecipato al boicottaggio.
Lo stesso giorno Elsevier ha scritto una lettera aperta alla comunità matematica dichiarando che il suo obiettivo è ridurre i prezzi a 11 $ per articolo o meno.
Elsevier ha inoltre aperto gli archivi di 14 riviste matematiche a partire dal 1995, limitatamente agli articoli più vecchi di quattro anni.